# Jean-Claude Forest
Jean-Claude Forest (París, 1930 - 1998) fue un historietista francés, autor de personajes tan célebres como Barbarella, que revolucionó el lenguaje historietístico en los años 1960 y 1970.

## Biografía

El personaje de la serie homónima Copyright o Copirit lanzando su grito característico.

Jean-Claude Forest nació en Perreux, un suburbio de París. Se graduó en la Escuela de Diseño de París. Dibujó su primera tira cómica, titulada Flèche Noire, mientras estudiaba en esta escuela. Se afirma que:

La influencia de Alex Raymond y Phil Davis, sus dibujantes preferidos, marcará a Forest y aunándolos soñará aventuras que transcurrirán en lejanos planetas, dentro de un marco de desbordante fantasía.

Comenzó a trabajar como ilustrador a principio de los años 1950, dibujando portadas para numerosas periódicos y revistas francesas, entre las que se cuentan France-Soir, Les Nouvelles Littéraires and Fiction. También dibujó muchos números de la serie de cómics basados en el personaje de Charlot. Durante esta etapa también se convirtió en el principal dibujante de la serie de novelas de ciencia ficción Le Rayon Fantastique (ed. Hachette), ilustrando novelas de escritores como A. E. Van Vogt o Jack Williamson. 
Forest obtuvo notoriedad mundial con su personaje Barbarella, cuyas aventuras comenzaron a pùblicarse en 1962 en V-Magazine. Barbarella obtuvo inmediatamente un éxito espectacular y sus páginas se tradujeron a multitud de idiomas. Pocos años después de produjo una adaptación cinematográfica, con Jane Fonda interpretando a Barbarella. Barbarella se convirtió en un icono popular del pop.
La carrera historietística de Forest incluye otras series coloristas como Hypocrite, Baby Cyanide, Mysterious Planet, La Jonque Fantôme Vue de l'Orchestre o Enfants, c'est l'Hydragon qui Passe. 
Junto con el director de cine Alain Resnais, Forest fue uno de los fundadores del Club de Historieta de Francia a principio de los 60.
Forest también escribió guiones para varios de los más reconocidos dibujantes franceses, así como guiones para la televisión francesa y la novela juvenil de fantasía Lilia entre l'Air et l'Eau (1983). Entre sus cómics en equipo están Naufragés du Temps con Paul Gillon e Ici Même con Jacques Tardi.
En reconocimiento a su talento, recibió el Gran Premio del Festival de Cómic de Angulema 1n 1984. El gobierno francés le dedicó un sello en 1989.